# Lexington (Tennessee)
Lexington és una població dels Estats Units a l'estat de Tennessee. Segons el cens del 2003 tenia 7.472 habitants.

## Demografia
Segons el cens del 2000, Lexington tenia 7.393 habitants, 3.039 habitatges, i 2.036 famílies. La densitat de població era de 247,4 habitants/km².
Dels 3.039 habitatges en un 31,2% hi vivien nens de menys de 18 anys, en un 48,8% hi vivien parelles casades, en un 14,5% dones solteres, i en un 33% no eren unitats familiars. En el 30,4% dels habitatges hi vivien persones soles el 12,9% de les quals corresponia a persones de 65 anys o més que vivien soles. El nombre mitjà de persones vivint en cada habitatge era de 2,32 i el nombre mitjà de persones que vivien en cada família era de 2,88.
Per edats la població es repartia de la següent manera: un 24% tenia menys de 18 anys, un 8,4% entre 18 i 24, un 28,3% entre 25 i 44, un 22,3% de 45 a 60 i un 17% 65 anys o més.
L'edat mediana era de 38 anys. Per cada 100 dones de 18 o més anys hi havia 80,7 homes.
La renda mediana per habitatge era de 29.725$ i la renda mediana per família de 41.429$. Els homes tenien una renda mediana de 31.558$ mentre que les dones 23.212$. La renda per capita de la població era de 18.368$. Entorn del 10,2% de les famílies i el 13,2% de la població estaven per davall del llindar de pobresa.

## Poblacions més properes
El següent diagrama mostra les poblacions més properes.